# Game Shakers. Jak wydać grę?
Game Shakers. Jak wydać grę? (ang. Game Shakers, od 2015) – amerykański serial komediowy stworzony przez Dana Schneidera oraz wyprodukowany przez Schneider’s Bakery i Nickelodeon Productions.
Premiera serialu odbyła się w Stanach Zjednoczonych 12 września 2015 na amerykańskim Nickelodeon. W Polsce serial zadebiutował 10 stycznia 2016 na antenie Nickelodeon Polska.

## Opis fabuły
Serial opisuje historię dwóch dwunastoletnich dziewczyn z Brooklynu – Babe i Kenzie, które tworzą grę Sky Whale na urządzenia mobilne. Swoje zarobione pieniądze inwestują we własną firmę o nazwie Game Shakers, która specjalizuje się w produkcji kolejnych gier. Razem z trzema przyjaciółmi – Hudsonem, Double G i Triple G przeżywają codziennie nowe przygody.

## Główni bohaterowie[2]
- Babe Carano – Jedna z założycielek firmy „Game Shakers”. Jest kreatywna, twarda i pewna siebie. To najlepsza przyjaciółka Kenzie.
- Kenzie Bell – Druga z założycielek „Game Shakers”. Jest jedną z najlepszych uczennic w klasie. Lubi zwierzęta i jest ciekawa świata. To najlepsza przyjaciółka Babe.
- Hudson Gimble – Jeden z pracowników „Game Shakers”. Nie jest zbyt bystry. Jest manekinem do testowania różnych gier.
- Double G – Prawowity wspólnik dzieciaków. Jest bardzo znanym raperem, który niestety nie zawsze umie dostrzec czyjejś wartości.
- Triple G – Syn rapera Double G i jeden z pracowników „Game Shakers”. Nie zawsze ma mądre pomysły. Woli spędzać czas z rówieśnikami niż wyjeżdżać z ojcem w trasy koncertowe.
- Ruthless – Jeden z asystentów Double G. Jest bardzo stanowczy i głośny. Niekiedy łatwo się irytuje.
- Bunny – Drugi z asystentów Double G. Jest pomocny, lojalny i łagodniejszy od Ruthlessa, ale bardziej dziecinny. Ma przyjazne nastawienie do dzieci.

## Spis odcinków
| Seria | Odcinki | Premiera serii   | Finał serii      | Premiera serii   | Finał serii       |
| ----- | ------- | ---------------- | ---------------- | ---------------- | ----------------- |
| 1     | 21      | 12 września 2015 | 21 maja 2016     | 10 stycznia 2016 | 13 listopada 2016 |
| 2     | 24      | 17 września 2016 | 4 listopada 2017 | 10 września 2017 | 2017/2018         |
| 3     | 18      | 10 lutego 2018   | 8 czerwca 2019   | 25 marca 2019    | 2019              |